# Одиночная смешанная эстафета
Одиночная смешанная эстафета (также сингл-микст, до 2016 года — супермикст) — это командное соревнование в биатлоне, появившееся в 2015 году. Команда состоит из двух спортсменов — мужчины и женщины — которые передают друг другу эстафету на протяжении в общей сложности восьми огневых рубежей.

## История
Дебют одиночной смешанной эстафеты состоялся в чешском городе Нове Место на этапе Кубка Мира 6 февраля 2015 года. До этого тестирование новой дисциплины, называемой на тот момент «супермикст», проводилось 23 марта 2014 в Хольменколлене. На первой Одиночной смешанной эстафете в 2015 году победу одержала сборная команда России в составе Алексея Волкова и Яны Романовой. Второй стала сборная Норвегии (Х. Лабелунд , М. Олсбю), третьей — сборная команда Украины (А. Тищенко, Ю. Джима).
Первая гонка в рамках Чемпионатов мира состоялась 14 марта 2019 года в Эстерсунде. Её выиграли норвежцы Марте Олсбю-Ройселанн и Йоханнес Бё, второе и третье места заняли соответственно команды Италии (Доротея Вирер и Лукас Хофер) и Швеции (Ханна Эберг и Себастьян Самуэльссон).

## Правила
Команда состоит из двух разнополых спортсменов, представляющих одну страну.
Правила в целом аналогичны правилам обычной смешанной эстафеты. Отличие в том, что каждый участник бежит 2 этапа, после каждого этапа меняясь со своим партнёром по команде. Передача эстафеты происходит после двух кругов на лыжне и соответствующих огневых рубежей, сразу после стрельбы стоя. Третий круг после стрельбы стоя, привычный по классической эстафете, спортсмены бегут только на последнем этапе, перед финишем гонки. 
Длина каждого круга дистанции составляет 1,5 км, а длина штрафного круга — 75 метров.
Таким образом, первый, стартующий спортсмен пробегает 2 этапа по 3 км, а второй, он же финиширующий — 3 и 4,5 км. 
Начинать гонку могут как мужчины, так и женщины, на усмотрение организаторов соревнований.
Участники, которые к последней передаче эстафеты лидеров отстают на круг, с дистанции снимаются.